# آصف فرخي
آصف أسلم فرخي، (بالأردوية: آصف اسلم فرخی)‏؛ (16 سبتمبر 1959  –  1 يونيو 2020) كاتب ومترجم وناقد أدبي باكستاني يكتب باللغتين الأردية والإنجليزية.

## حياته
ولد آصف أسلم في كراتشي عام 1959، والده أسلم فرخي، أستاذ لغة الأوردو في جامعة كراتشي، تلقى تعليمه في مدرسة سانت باتريك الثانوية وكلية ديارام جيته للعلوم، ثم تابع دراسته الجامعية وأكمل دراسة البكالوريوس في الطب والجراحة من جامعة داو للعلوم الصحية في عام 1984، ونشر كتابه الأول للقصص القصيرة عندما كان لا يزال طالبًا في جامعة داو عام 1982، أكمل شهادة الماجستير في الصحة العامة من جامعة هارفارد عام 1988- 1989.

## الجوائز
- حاصل على وسام الامتياز من قبل رئيس باكستان في عام 2006.[4][5]
- جائزة رئيس الوزراء الأدبية من الأكاديمية الباكستانية للآداب عام 1997.[5]